# Konklaven 2013
Konklaven 2013 var ett valsammanträde där Romersk-katolska kyrkans kardinaler samlades för att välja en efterträdare till påve Benedictus XVI, som abdikerat den 28 februari 2013. Konklaven pågick 12–13 mars 2013 i Sixtinska kapellet, under ledning av kardinalbiskoparnas ålderspresident Giovanni Battista Re. Konklaven valde kardinal Jorge Mario Bergoglio, ärkebiskop av Buenos Aires, till Katolska kyrkans 266:e påve i ordningen.

## Förberedelser och deltagare
En formell inbjudan till konklaven utfärdades den 1 mars. Vid tillfället för konklaven fanns 117 röstberättigade kardinaler (kardinaler över 80 år är ej röstberättigade). Av dessa valde två att inte delta (Julius Darmaatmadja från Indonesien och Keith O'Brien från Skottland). Den gällande valproceduren fastställdes av Johannes Paulus II i den apostoliska konstitutionen Universi Dominici Gregis 1996.

## Konklaven
Konklaven började den 12 mars och för att bli vald till påve behövde en kandidat två tredjedelars majoritet (77 röster). På kvällen den 13 mars var röken från Sixtinska kapellets skorsten vit, vilket signalerade att en ny påve valts.
Kardinal Jorge Mario Bergoglio från Argentina valdes efter den femte omröstningen till Katolska kyrkans 266:e påve, och tog påvenamnet Franciskus med hänvisning till Franciskus av Assisi. Bergoglio blev den förste påven någon från Sydamerika och Jesuitorden, och den första utomeuropeiskt födda påven sedan 700-talet.